# Комп'ютерний пристрій

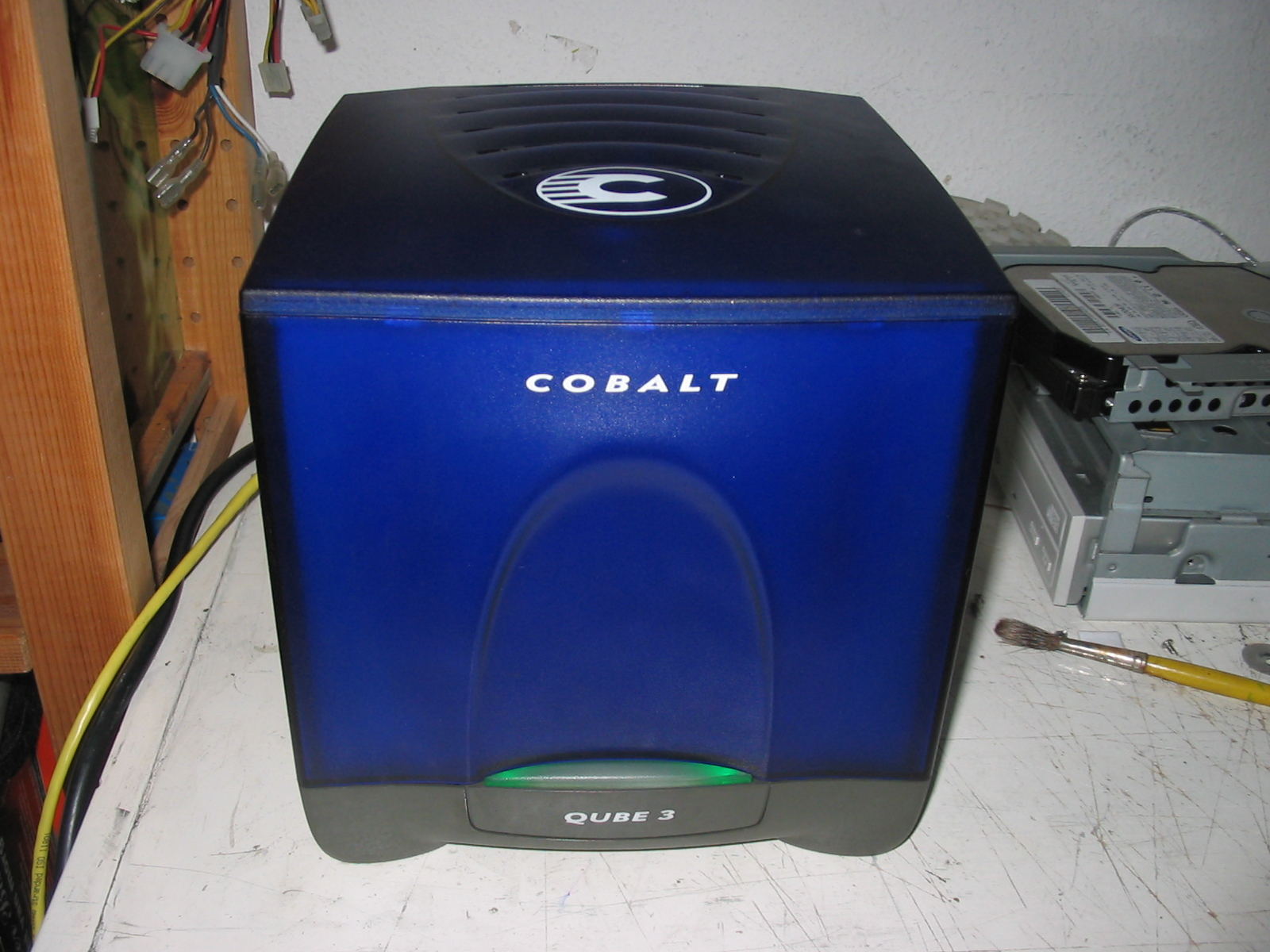
Cobalt Qube 3 - комп'ютерний серверний пристрій (2002 р., знято з виробництва)

Апаратно-програмний комплекс, Комп’ютерний прилад – це комп’ютер із спеціалізованим програмним забезпеченням або мікропрограмою (firmware), спеціально розробленою для забезпечення певного обчислювального ресурсу. Такі пристрої стали відомі як прилади через схожість у ролі або управлінні з побутовими приладами, які, як правило, закриті та герметичні та не підлягають обслуговуванню користувачем чи власником. Апаратне та програмне забезпечення постачаються як інтегрований продукт і навіть можуть бути попередньо налаштовані перед доставкою клієнту, щоб забезпечити рішення під ключ для конкретної програми. На відміну від комп’ютерів загального призначення, пристрої, як правило, не призначені для того, щоб дозволити клієнтам змінювати програмне забезпечення та базову операційну систему або гнучко переналаштовувати апаратне забезпечення.
Іншою формою приладу є віртуальний прилад, який має схожі функціональні можливості з виділеним апаратним пристроєм, але поширюється у вигляді програмного образу віртуальної машини для пристрою з гіпервізором .

## Огляд
Традиційно програмні додатки працюють на основі операційної системи загального призначення, яка використовує апаратні ресурси комп’ютера (насамперед, пам’ять, дискове сховище, потужність обробки та пропускну здатність мережі) для задоволення обчислювальних потреб користувача. Основна проблема традиційної моделі пов’язана зі складністю. Інтегрувати операційну систему та програми з апаратною платформою складно, а потім складно підтримувати її.
Завдяки жорсткому обмеженню варіацій апаратного та програмного забезпечення прилад легко розгорнути, і його можна використовувати без майже настільки ж широких (або глибоких) знань з ІТ. Крім того, коли з’являються проблеми та помилки, допоміжному персоналу дуже рідко потрібно глибоко вивчити їх, щоб досконало зрозуміти справу. Щоб вирішити більшість проблем, персонал потребує лише навчання програмному забезпеченню для керування приладами.
У будь-яких формах моделі комп’ютерного приладу клієнти отримують переваги від простих операцій. Прилад має рівно одну комбінацію апаратного забезпечення та операційної системи та прикладного програмного забезпечення, яке було попередньо встановлено на заводі. Це позбавляє клієнтів від необхідності виконувати складну роботу з інтеграції та значно спрощує усунення несправностей. Насправді ця характеристика «під ключ» є головною перевагою, яку клієнти шукають, купуючи прилади.
Щоб вважатися приладом, (апаратний) пристрій має бути інтегрований з програмним забезпеченням, і обидва постачаються "у пакеті".  Це відрізняє прилади від "домашніх" рішень або рішень, які вимагають складних реалізацій інтеграторами або торговельними посередниками з доданою вартістю (VAR).
Підхід до використання приладів допомагає роз’єднати різні системи та програми, наприклад, у центрі обробки даних. Після того, як ресурс відокремлений, теоретично його також можна централізовано використовувати для спільного використання між багатьма системами, централізовано керованих та оптимізованих, без необхідності змін в будь-якій іншій системі.

## Компроміси підходу до комп’ютерних приладів
Головним недоліком розгортання комп’ютерного приладу є те, що оскільки вони призначені для забезпечення певного ресурсу, вони найчастіше включають налаштовану операційну систему, яка працює на спеціалізованому обладнанні, жодна з яких, ймовірно, не буде сумісна з іншими системами, які були розгорнуті раніше. Клієнти втрачають гнучкість.
Можна вважати, що власна вбудована операційна система або операційна система в програмі може зробити пристрій набагато більш захищеним від поширених кібератак. Проте все навпаки. Безпека через неясність є поганим рішенням щодо безпеки, і прилади часто страждають від проблем із безпекою, про що свідчить поширення IoT-пристроїв . 

## Види приладів

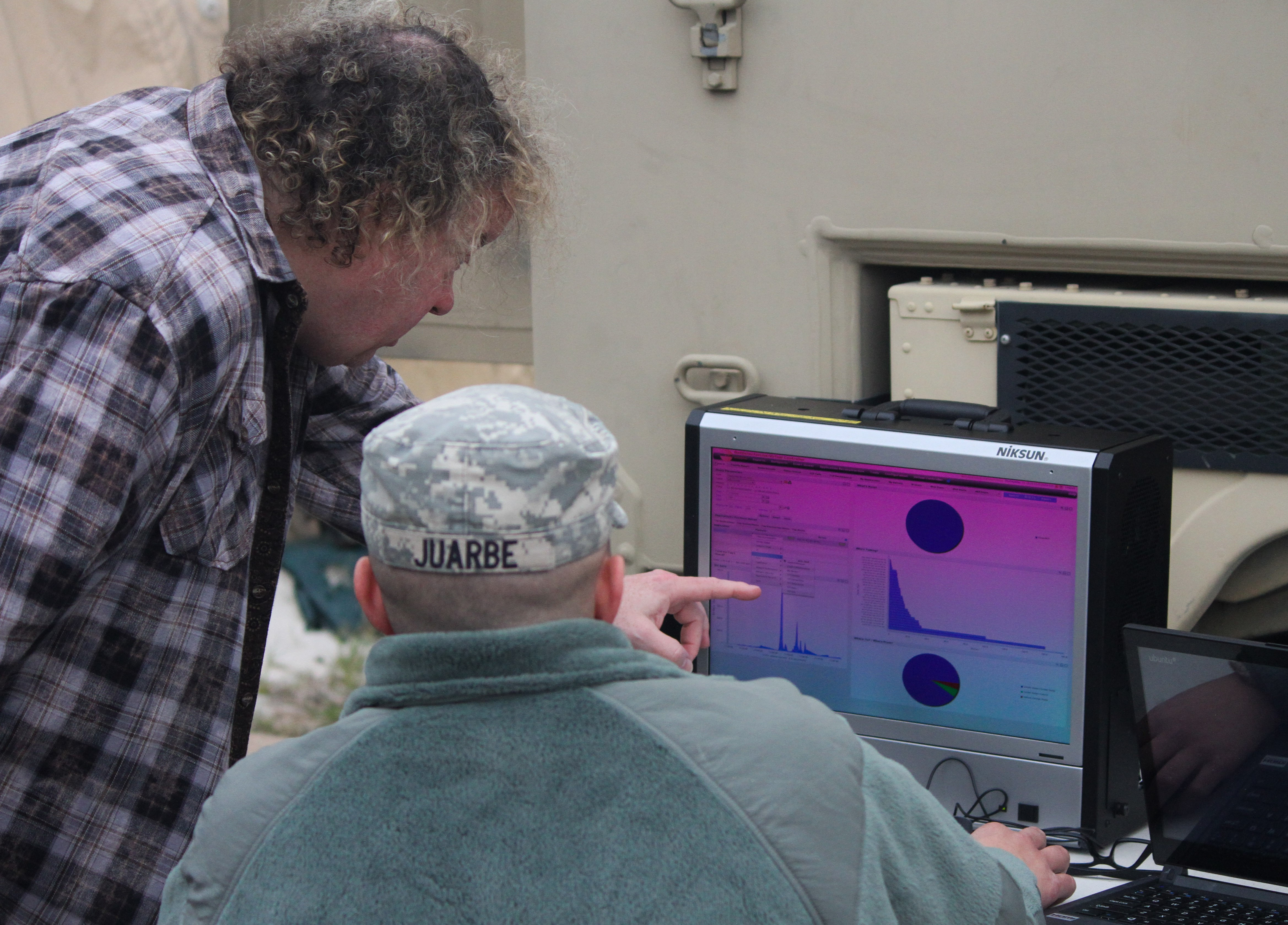
Пристрій безпеки мережі Niksun, який використовується армією США (2016)

Різноманітність комп’ютерних приладів відображає широкий спектр обчислювальних ресурсів, які вони надають додаткам. Деякі приклади:
Прилади зберігання
надають величезні обсяги сховища та додаткову функціональність вищого рівня (наприклад, дзеркальне відображення дисків і розбивку даних ) для кількох підключених систем, використовуючи комп'ютерну парадигму прозорих локальних мереж зберігання даних. 
Мережева техніка
— це маршрутизатори  які забезпечують захист брандмауера, захист транспортного рівня (TLS), обмін повідомленнями, доступ до спеціалізованих мережевих протоколів (наприклад, служба повідомлень ebXML ) і мультиплексування пропускної здатності для кількох систем, які вони підтримують. 
Пристрої резервного копіювання та аварійного відновлення
комп’ютерні пристрої, які є інтегрованим програмним забезпеченням резервного копіювання та цілями резервного копіювання, іноді з гіпервізорами для підтримки локального DR захищених серверів. Вони часто є шлюзом до повного рішення DRaaS.
Брандмауер і охоронні пристрої
комп’ютерні прилади, призначені для захисту комп’ютерних мереж від небажаного трафіку.
Прилади IIoT і MES Gateway
Комп’ютерні прилади, призначені для двосторонньої передачі даних між системами керування та корпоративними системами. Запатентовані вбудовані мікропрограми додатків, що запущені на пристрої, використовують з’єднання «точка-точка» для передачі даних між "польовими" пристроями в їхніх рідних протоколах автоматизації та системами MES через їхні інтерфейси API, ODBC або RESTful .
Прилади для захисту від спаму
проти спаму електронної пошти
Програмні прилади
програмне забезпечення, яке можна об’єднати з спеціально переробленими операційними системами (JeOS), щоб воно працювало на стандартному апаратному забезпеченні або на віртуальній машині. По суті, це дистрибутив програмного забезпечення або мікропрограмне забезпечення, на якому працює комп’ютерний пристрій.
Прилади віртуальних машин
складаються з вбудованої операційної системи в стилі гіпервізора, що працює на апаратному забезпеченні пристрою. Рівень гіпервізора підбирається до апаратного забезпечення пристрою і не може бути змінений клієнтом, але клієнт може завантажувати інші операційні системи та програми на пристрій у вигляді віртуальних машин.

## Користувацька техніка

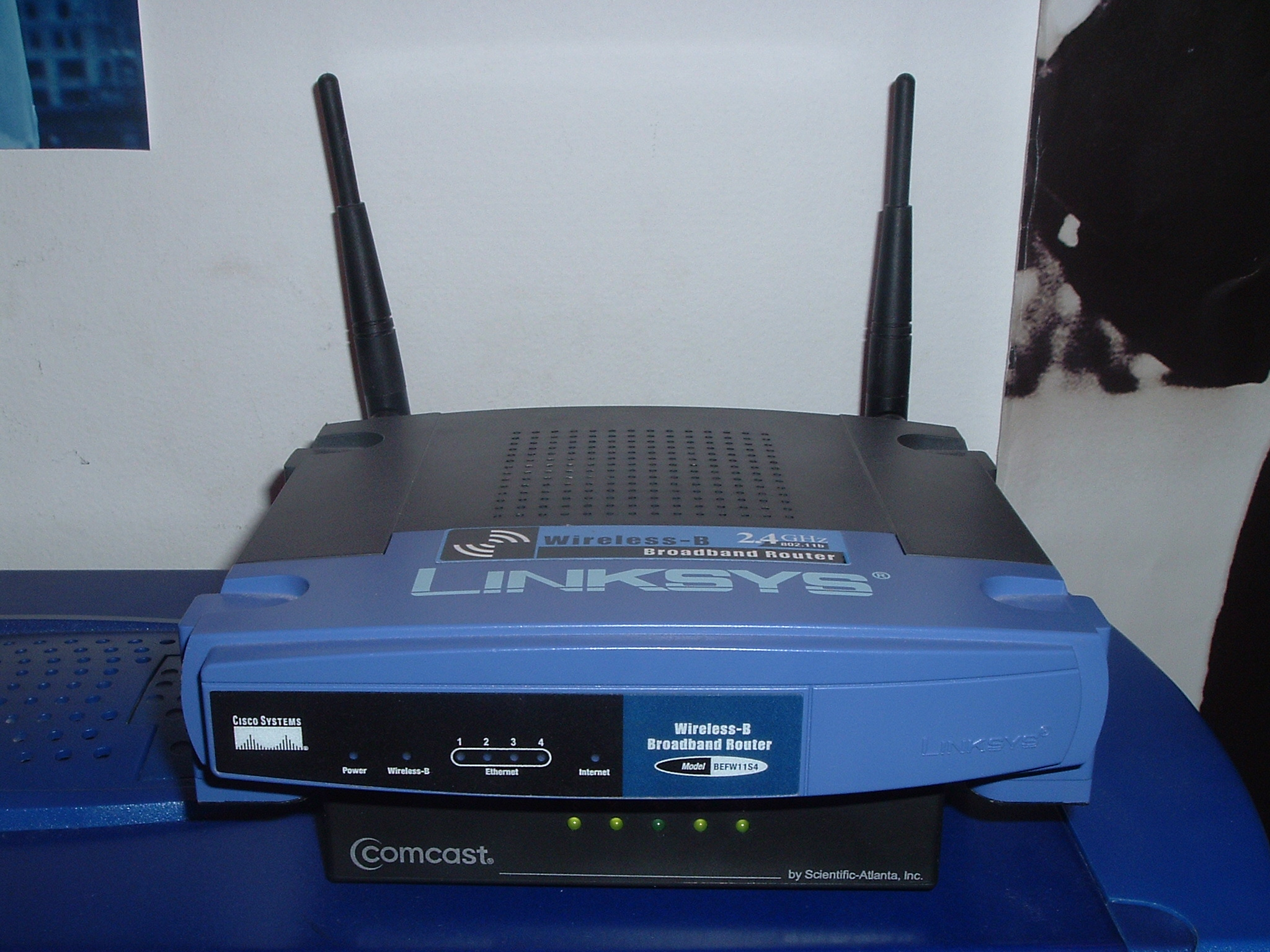
Бездротовий маршрутизатор Linksys на кабельному модемі Comcast в домашніх умовах (2006)

Окрім розгортання в центрах обробки даних, багато комп’ютерних пристроїв використовуються безпосередньо загальними користувачами. До них належать: 
- Цифровий відеореєстратор
- Житловий шлюз
- Мережеве сховище (NAS)
- Відеоігрова консоль

Споживач наголошує на необхідності легкого встановлення, конфігурації та експлуатації приладу, при цьому необхідних мало або зовсім відсутніх технічних знань.

## Прилади в промисловій автоматизації

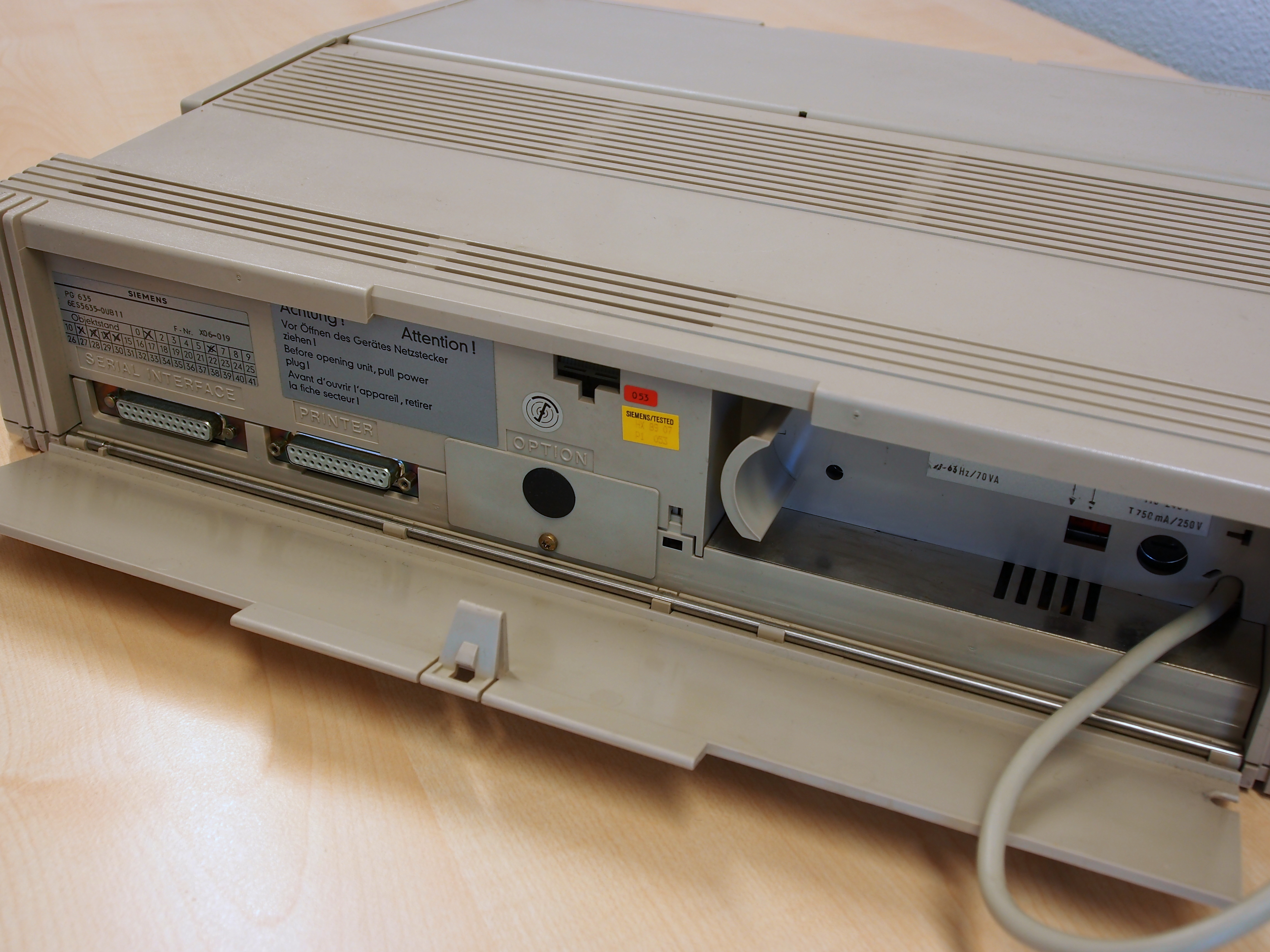
Задня частина програмованого логічного контролера Siemens (2013 р.)

Світ промислової автоматизації був багатий на прилади. Ці прилади були зміцнені, щоб витримувати екстремальні температури та вібрації. Ці пристрої також легко налаштовуються, що дає змогу налаштувати їх для задоволення широкого спектру застосувань. Основні переваги приладу в автоматизації:
1. Зменшений час простою – прилад, що вийшов з ладу, зазвичай замінюють на інший "з полки" ("commercial off-the-shelf[en]") , і його завдання швидко та легко перезавантажуються з резервної копії.
2. Висока масштабованість – прилади, як правило, є цільовими рішеннями для певної зони заводу або процесу. Оскільки вимоги змінюються, масштабованість досягається за рахунок встановлення іншого пристрою. Концепції автоматизації легко тиражуються по всьому підприємству шляхом стандартизації пристроїв для виконання необхідних завдань, на відміну від розробки власних схем автоматизації для кожного завдання.
3. Низька TCO ( загальна вартість володіння ) – прилади розробляються, тестуються та підтримуються постачальниками продуктів для автоматизації та проходять набагато ширший рівень тестування якості, ніж рішення автоматизації, розроблені на замовлення. Використання приладів в автоматизації знижує рівень тестування, необхідного для кожного окремого застосування.
4. Скорочений час розробки – прилади виконують певні функції, і, хоча вони легко налаштовуються, вони зазвичай самодокументуються. Це дозволяє передавати рішення на основі пристроїв від інженера до інженера з мінімальною потребою в навчанні та документації.

Типи приладів автоматики: 
1. ПЛК (програмований логічний контролер) — програмовані логічні контролери — це пристрої, які зазвичай використовуються для дискретного керування та пропонують широкий спектр опцій введення та виводу. Вони налаштовуються за допомогою стандартизованих мов програмування, таких як IEC-1131.
2. SLC (один контролер контуру) - контролери одного циклу є приладами, які контролюють вхідні параметри і здійснюють зміни на виході управління (керуюча перемінна), щоб утримувати вхідні параметри до заданого значення.
3. PAC (programmable automation controller) — програмовані контролери автоматизації — це пристрої, які втілюють властивості як PLC, так і SLC, що дозволяє інтегрувати як аналогове, так і дискретне керування.
4. Універсальний шлюз – пристрій універсального шлюзу має можливість зв’язуватися з різними пристроями через відповідні протоколи зв’язку та впливати на транзакції даних між ними. Це стає все більш важливим, оскільки виробництво прагне покращити маневреність, якість, швидкість виробництва, витрати виробництва та скоротити час простою за допомогою розширеного зв’язку M2M ( машина до машини ).
5. EATM (Enterprise Appliance Transaction Modules) — модулі транзакцій корпоративних пристроїв — це пристрої, які впливають на транзакції даних від систем автоматизації виробництва до бізнес-систем підприємства. Вони зв’язуються з обладнанням заводів за допомогою різних протоколів автоматизації постачальників і спілкуються з бізнес-системами за допомогою протоколів зв’язку з базою даних, таких як JMS ( Служба повідомлень Java ) і SQL ( Структурована мова запитів ).

## Внутрішня структура
Постачальниками комп’ютерних пристроїв прийнято кілька шаблонів проектування, деякі з яких наведено нижче. Оскільки вся концепція приладу ґрунтується на тому, щоб такі деталі реалізації були подалі від кінцевого користувача, важко порівняти ці шаблони з конкретними пристроями, особливо оскільки вони можуть змінюватися і змінюються, не впливаючи на зовнішні можливості чи продуктивність.
1. Спеціальний чіп - виробник створює ASIC (application-specific integrated circuit), без окремого «програмного забезпечення» чи операційної системи. Пристрій має обмежений інтерфейс, як правило, термінальну консоль або веборієнтований, щоб забезпечити деяку базову конфігурацію ІТ-персоналу. Виробник часто надає якийсь спосіб доступу до більш глибоких механізмів конфігурації. Прикладом є обчислювальний пристрій Vega 3 Java Compute Appliance від Azul Systems; спеціальні апаратні модифікації мікросхеми дозволяють масштабувати програми Java.
2. Спеціальне програмне ядро - постачальник використовує або створює комп'ютер загального призначення та проектує нову операційну систему, яка інтегрує програму в операційну систему. Прикладом є IOS Cisco; Unix-подібна операційна система має вбудовані функції брандмауера та команди налаштування мережі/брандмауера. Іноді пристрій також герметичний, тому споживач не має доступу до перевстановлення операційної системи або заміни її на іншу операційну систему. Споживач також може бути обмежений невеликою групою конфігураційних команд, в той час як більш детальні функції операційної системи нижчого рівня доступні лише для постачальника. Чим більше виконується цей «заблокований» підхід, тим ближче цей тип пристрою виглядає як пристрій ASIC.
3. Спеціалізована програма – використовуються готові комп’ютери та операційні системи, але інтерфейс користувача та «коробка» розроблені таким чином, щоб користувач не міг отримати доступ до будь-чого на комп’ютері, крім інтерфейсу програми, створеного постачальником. Оскільки базова обчислювальна архітектура заблокована і по суті невидима, стає важко розпізнати, що пристрій дійсно функціонує поверх апаратного забезпечення та операційних систем загального призначення. Linux і в меншій мірі BSD стали обраною операційною системою для цього типу пристроїв. Нещодавно термін програмний пристрій також використовувався для опису такої попередньо упакованої комбінації чорного ящика.
4. Віртуальний пристрій – тут саме обладнання повністю зникло і стало так званим віртуальним приладом (також відомим як віртуальний програмний пристрій), який використовує будь-яку з низки технологій віртуальних машин . У цій віртуальній машині, по суті, є той самий стек програмного забезпечення плюс операційна система, що й у альтернативі «спеціалізованої програми».

Іноді ці методи змішуються. Наприклад, пристрій VPN може містити програмний брандмауер обмеженого доступу, який працює на Linux, із ASIC шифруванням для прискорення доступу до VPN.
Деякі комп’ютерні пристрої використовують твердотільний накопичувач, а інші використовують жорсткий диск для завантаження операційної системи. Знову ж таки, ці два методи можуть бути змішаними — сервер друку ASIC може дозволити додатковий жорсткий диск для черги завдань, або пристрій на базі Linux може кодувати Linux у мікропрограмі (firmware), так що жорсткий диск не потрібен для завантаження операційної системи. 

## Дивіться також
- Автомобільна навігаційна система
- Зелені обчислення
- Апаратне прискорення
- Персональний цифровий помічник (КПК)
- Смартфон
- Програмне забезпечення
- ASIC

## Зовнішні посилання
- Коментарі Консультативної групи ARC щодо модулів транзакцій Enterprise Appliance
- Обчислювальна техніка – звіт Монаша, грудень 2006 р [Архівовано 31 січня 2022 у Wayback Machine.]